# Сельское поселение «Село Аян»
Се́льское поселе́ние «Село́ Ая́н» — сельское поселение в Аяно-Майском районе Хабаровского края. Население по данным 2011 года — 963 человека.

## История
Сельское поселение «Село Аян» образовано в соответствии с Законом Хабаровского края № 191 от 30 июня 2004 года. Приложением к этому закону установлены границы территории сельского поселения.
Перечень населённых пунктов, входящих в состав территории сельского поселения, установлен Законом Хабаровского края № 234 от 25 февраля 2009 года.

## Состав
Административный центр сельского поселения — село Аян. Кроме того, в состав сельского поселения входит монтёрский пункт Алдома.
На территории сельского поселения расположен и ряд других населённых пунктов, в том числе нежилых и снятых с учёта.

## Администрация
Глава администрации сельского поселения — Мяло Алексей Дмитриевич (с 16.09.2020 года).